# Selling England by the Pound
Selling England by the Pound je páté studiové album britské progresivní rockové skupiny Genesis. Jeho nahrávání probíhalo v srpnu 1973 v londýnském studiu Island Studios a vyšlo v říjnu téhož roku u vydavatelství Charisma (UK, kód CAS 1074) a Atlantic (US). V britském žebříčku UK Singles Charts se album umístilo nejlépe na třetím místě, v žebříčku se však udrželo 21 týdnů.

## Seznam skladeb
Autory všech skladeb jsou Tony Banks, Phil Collins, Peter Gabriel, Steve Hackett a Mike Rutherford.
| Pořadí         | Název                                 | Délka |
| -------------- | ------------------------------------- | ----- |
| 1.             | Dancing with the Moonlit Knight       | 8:04  |
| 2.             | I Know What I Like (In Your Wardrobe) | 4:07  |
| 3.             | Firth of Fifth                        | 9:35  |
| 4.             | More Fool Me                          | 3:10  |
| 5.             | The Battle of Epping Forest           | 11:49 |
| 6.             | After the Ordeal                      | 4:13  |
| 7.             | The Cinema Show                       | 11:06 |
| 8.             | Aisle of Plenty                       | 1:32  |
| Celková délka: | Celková délka:                        | 53:39 |

## Obsazení
- Phil Collins – bicí, perkuse, zpěv ve skladbě More Fool Me
- Mike Rutherford – dvanáctistrunná kytara, basová kytara, elektrická kytara
- Steve Hackett – elektrická kytara a akustická kytara
- Tony Banks – klávesy, dvanáctistrunná kytara
- Peter Gabriel – zpěv, flétna, hoboj, perkuse